# Tomlab
Tomlab est un label de musique de Cologne en Allemagne fondé en 1997 par le musicien Tom Steinle. Parmi les artistes qui en font partie, on retrouve Xiu Xiu, Final Fantasy, les Georges Leningrad et Islands.

## Artistes
- Aeron Bergman
- The Blow
- The Books
- Casiotone for the Painfully Alone
- The Curtains
- Islands
- Juergen De Blonde
- Dog Day
- Final Fantasy
- Flim
- Fonica
- Les Georges Leningrad
- Hey Willpower
- Anne Laplantine
- Mantler
- Misha
- Ninja High School
- Niobe
- No Kids
- Tujiko Noriko
- Novisad
- Jon Sheffield
- David Shrigley
- Rafael Toral
- Patrick Wolf
- Why?
- Xiu Xiu